# بدن نئونی
بدن نئونی (اسپانیایی: Carne de neón‎) یک فیلم دلهره‌آور نئو-نوآر اسپانیایی به کارگردانی پاکو کابساس است که در سال ۲۰۱۰ منتشر شد.

## گزیدهٔ بازیگران
- ماریو کاساس[۱]
- ماکارنا گومس[۱]
- آنخلا مولینا[۲]
- بلانکا سوآرس[۱]
- داریو گراندینتی[۲]
- لوسیانو کاسرس[۳]
- آنتونیو د لا توره[۲]
- خوان کارلوس بئیدو[۴]
- آگاتا فرسکو[۴]
- بیسنته رومرو[۲]